# Certhia himalayana
Trepadeira-dos-himalaias ou trepadeira-de-cauda-barrada (Certhia himalayana) é uma espécie de ave da família Certhiidae.
Pode ser encontrada nos seguintes países: Afeganistão, China, Índia, Irão, Cazaquistão, Myanmar, Nepal, Paquistão, Rússia, Tadjiquistão, Turquemenistão e Uzbequistão.
Os seus habitats naturais são: florestas boreais e florestas temperadas.